# Backlash (personaggio)
Backslash è un personaggio dei fumetti WildStorm Comics, del quale esistono due versioni:
- il primo, il cui vero nome è Marc Slayton, creato da Jim Lee (testi) e Brett Booth (disegni). La sua prima apparizione è in Stormwatch (Vol. 1[1]) n. 3 (maggio 1993);
- la seconda si chiama Jodi Lyn Morinaka, a seguito ribattezzata Slayton dopo il riconoscimento paterno, creato da Sean Ruffner (testi) e Brett Booth (disegni). La prima apparizione come Jodi è in Backlash n. 9 (giugno 1995).

## Biografia dei personaggi

### Marc Slayton
Il primo Backlash, Marc Slayton, esordì nel maggio 1993 su Stormwatch n. 3. Guerriero immortale nativo di Atlantide e con discendenze Cherubine da parte di padre, nel corso dei secoli ha fatto parte di svariati gruppi supereroistici e militari, tra cui il Team 7, gruppo militare alla base della storia di ogni testata WildStorm.
Esposto al Fattore-Gen, sviluppò poteri diversi dai compagni a causa del suo corredo genetico già non umano. A differenza di molti altri membri del team Slayton resterà fedele al governo anche dopo aver scoperto che questi svolse esperimenti su di loro; il tutto allo scopo di consentire la latitanza dei compagni.
A seguito di svariate circostanze diverrà latitante assieme alla compagna Taboo ed a sua figlia Jodi, salvo poi ottenere un indulto in cambio del lavoro per il Dipartimento PSI, dove rimane fino a che non perde una gamba in missione. Successivamente diviene il braccio destro di Topkick nelle Nuove Operazioni Internazionali.

### Jodi Slayton
Comparsa per la prima volta nel giugno 1995 su Backlash n. 9, Jodi Slayton è la figlia del Backlash originale, da cui ha ereditato i poteri. Essa lo accompagnerà nella sua latitanza assieme a Taboo, dapprima col nome in codice di Crimson ed in seguito di Jet.
Dopo che il genitore perde una gamba in missione per il Dipartimento PSI, Jodi raccoglie il suo manto e diviene la seconda Backlash, con un costume e delle armi molto differenti.